# Liste du patrimoine immobilier classé de Manhay
Cette page regroupe l'ensemble du patrimoine immobilier classé de la commune belge de Manhay.
| Objet | Année de construction / Architecte | Adresse                  | Section communale | Coordonnées                      | Numéro d’inventaire | Illustration              |
| --- | ---------------------------------- | ------------------------ | ----------------- | -------------------------------- | ------------------- | ------------------------- |
| Église Saints-Pierre-et-Paul de Dochamps                                                                       |                                    |                          | Dochamps          | 50° 14′ 05″ nord, 5° 37′ 20″ est | 83055-CLT-0001-01   | Image manquanteTéléverser |
| Chapelle du Carrefour                                                                                          | XVIIe siècle                       | Rue Hautva, devant le 19 | Vaux-Chavanne     | 50° 18′ 06″ nord, 5° 41′ 54″ est | 83055-CLT-0002-01   | Image manquanteTéléverser |
| Un chêne pédonculé et un érable sycomore remarquables situés de part et d'autre de la maison sise Grand-Rue, 2 |                                    | Grand-Rue, 2             | Grandménil        | 50° 17′ 18″ nord, 5° 39′ 14″ est | 83055-CLT-0004-01   | Image manquanteTéléverser |